# Klass A 1958
L'edizione 1958 della Klass A fu la 21ª del massimo campionato sovietico di calcio; fu vinto dalla Spartak Mosca, giunto al suo settimo titolo.

## Formula
I club partecipanti furono 12, come nella precedente stagione: alla retrocessa Spartak Minsk subentrò, infatti, la neopromossa Admiralteec, andando ad aumentare il numero di squadre russe partecipanti (divennero otto su dodici).
Le squadre si incontrarono tra di loro in gare di andata e ritorno per un totale di 22 turni: il sistema prevedeva due punti per la vittoria, uno per il pareggio e zero per la sconfitta.
Anche in questa occasione era prevista un'unica retrocessione in seconda divisione al termine della stagione, riservata alla squadra ultima classificata.

## Squadre partecipanti
| Club                    | Città      | Repubblica    | Stagione precedente                                                                         |
| ----------------------- | ---------- | ------------- | ------------------------------------------------------------------------------------------- |
| Admiralteec             | Leningrado | RSFS Russa    | 1° nel Girone 1 di Klass B, 1º nel girone finale, promosso, col nome di Avangard Leningrado |
| CSK MO Mosca            | Mosca      | RSFS Russa    | 5° in Klass A                                                                               |
| Dinamo Kiev             | Kiev       | RSS Ucraina   | 6° in Klass A                                                                               |
| Dinamo Mosca            | Mosca      | RSFS Russa    | Campione sovietico                                                                          |
| Dinamo Tbilisi          | Tbilisi    | RSS Georgiana | 7° in Klass A                                                                               |
| Template:Krylja Sovetov | Kujbyšev   | RSFS Russa    | 11° in Klass A                                                                              |
| Lokomotiv Mosca         | Mosca      | RSFS Russa    | 4° in Klass A                                                                               |
| Moldova Chișinău        | Kišinëv    | RSS Moldava   | 9° in Klass A, col nome di Burevestnik                                                      |
| Šachtyor Stalino        | Stalino    | RSS Ucraina   | 8° in Klass A                                                                               |
| Spartak Mosca           | Mosca      | RSFS Russa    | 3° in Klass A                                                                               |
| Torpedo Mosca           | Mosca      | RSFS Russa    | 2° in Klass A                                                                               |
| Zenit Leningrado        | Leningrado | RSFS Russa    | 10° in Klass A                                                                              |

## Classifica finale
|                             | Pos. | Squadra                  | Pt | G  | V  | N | P  | GF | GS | DR  |
| --------------------------- | ---- | ------------------------ | -- | -- | -- | - | -- | -- | -- | --- |
| Unione Sovietica (bandiera) | 1.   | Spartak Mosca            | 32 | 22 | 13 | 6 | 3  | 55 | 28 | +27 |
|                             | 2.   | Dinamo Mosca             | 31 | 22 | 14 | 3 | 5  | 44 | 25 | +19 |
|                             | 3.   | CSK MO Mosca             | 27 | 22 | 9  | 9 | 4  | 40 | 25 | +15 |
|                             | 4.   | Zenit Leningrado         | 26 | 22 | 9  | 8 | 5  | 41 | 32 | +9  |
|                             | 5.   | Lokomotiv Mosca          | 24 | 22 | 9  | 6 | 7  | 48 | 34 | +14 |
|                             | 6.   | Dinamo Kiev              | 23 | 22 | 7  | 9 | 6  | 40 | 33 | +7  |
|                             | 7.   | Torpedo Mosca            | 22 | 22 | 7  | 8 | 7  | 51 | 42 | +9  |
|                             | 8.   | Šachtyor Stalino         | 21 | 22 | 9  | 3 | 10 | 22 | 32 | -10 |
|                             | 9.   | Dinamo Tbilisi           | 19 | 22 | 8  | 3 | 11 | 34 | 55 | -21 |
|                             | 10.  | Kryl'ja Sovetov Kujbyšev | 18 | 22 | 6  | 6 | 10 | 23 | 29 | -6  |
|                             | 11.  | Moldova Chișinău         | 15 | 22 | 3  | 9 | 10 | 25 | 47 | -22 |
|                             | 12.  | Admiralteec              | 6  | 22 | 3  | 0 | 19 | 22 | 63 | -41 |

### Verdetti
- Spartak Mosca campione sovietico.
- Admiralteec retrocesso in Klass B 1959.

## Classifica marcatori
| Gol |  |  | Giocatore        | Squadra         |
| --- |  |  | ---------------- | --------------- |
| 19  |  |  | Anatolij Il'in   | Spartak Mosca   |
| 14  |  |  | Valentin Ivanov  | Torpedo Mosca   |
| 13  |  |  | Gennadij Gusarov | Torpedo Mosca   |
| 11  |  |  | Valerij Urin     | Dinamo Mosca    |
| 10  |  |  | German Apuchtin  | CSK MO Mosca    |
| 10  |  |  | Adamas Golodec   | Dinamo Kiev     |
| 10  |  |  | Viktor Vorošilov | Lokomotiv Mosca |
| 10  |  |  | Shota Iamanidze  | Dinamo Tbilisi  |
| 9   |  |  | Valentin Bubukin | Lokomotiv Mosca |
| 9   |  |  | Jurij Falin      | Torpedo Mosca   |
| 9   |  |  | Ələkbər Məmmədov | Dinamo Mosca    |
| 9   |  |  | Nikita Simonjan  | Spartak Mosca   |

## Risultati

### Tabellone
|                          | SpM | DiM | CSK | ZeL | LoM | DiK | ToM | SSt | DiT | KSK | MoK | Adm |
| Spartak Mosca            |     | 1-2 | 0-0 | 5-1 | 0-1 | 3-2 | 3-2 | 2-0 | 5-2 | 4-1 | 4-2 | 4-1 |
| Dinamo Mosca             | 0-1 |     | 2-1 | 1-4 | 2-0 | 2-2 | 3-2 | 4-1 | 3-2 | 3-0 | 1-0 | 3-1 |
| CSK MO                   | 0-2 | 0-0 |     | 2-2 | 0-0 | 2-2 | 3-3 | 4-2 | 5-1 | 1-0 | 2-2 | 3-1 |
| Zenit Leningrado         | 4-2 | 0-2 | 1-1 |     | 2-7 | 3-1 | 0-0 | 2-0 | 2-1 | 1-2 | 5-0 | 4-0 |
| Lokomotiv Mosca          | 2-2 | 3-1 | 1-3 | 0-0 |     | 2-4 | 4-1 | 3-0 | 3-4 | 0-0 | 8-1 | 2-1 |
| Dinamo Kiev              | 1-1 | 2-0 | 1-1 | 1-1 | 1-1 |     | 3-3 | 1-0 | 4-0 | 2-1 | 2-2 | 5-1 |
| Torpedo Mosca            | 3-3 | 2-5 | 1-2 | 1-1 | 3-4 | 2-1 |     | 1-2 | 3-1 | 2-2 | 2-2 | 4-1 |
| Šachtër Stalino          | 1-1 | 1-0 | 1-2 | 1-0 | 2-1 | 1-0 | 0-0 |     | 0-1 | 1-1 | 1-0 | 4-3 |
| Dinamo Tbilisi           | 1-4 | 1-6 | 2-1 | 1-1 | 2-1 | 4-3 | 1-6 | 2-0 |     | 3-0 | 1-1 | 2-0 |
| Kryl'ja Sovetov Kujbyšev | 1-3 | 0-0 | 1-0 | 1-2 | 4-1 | 0-0 | 0-2 | 2-0 | 3-0 |     | 1-1 | 3-0 |
| Moldova Kishinev         | 1-1 | 0-2 | 0-4 | 1-1 | 1-1 | 2-0 | 1-3 | 2-3 | 1-1 | 1-0 |     | 1-0 |
| Admiralteec              | 0-4 | 1-2 | 0-3 | 2-4 | 0-3 | 1-2 | 0-5 | 0-1 | 3-1 | 2-0 | 4-3 |     |